# Robert Täht
Robert Täht (Võru, 15 agosto 1993) è un pallavolista estone, schiacciatore del Cuprum Gorzów.

## Carriera

### Club
La carriera da professionista di Robert Täht inizia nella stagione 2010-11, quando diciassette esordisce nella Eesti Meistrivõistlused con il Võru. Dopo un biennio col club della sua città natale, approda nel campionato 2012-13 al più ambizioso Duo, club col quale gioca per tre annate e conquista uno scudetto e la Baltic Volleyball League 2014-15, venendo premiato inoltre come MVP e miglior servizio.
Nella stagione 2015-16 approda per la prima volta in un campionato estero, accasandosi nella Polska Liga Siatkówki con il Cuprum Lubin, dove rimane per un triennio, prima di essere ingaggiato nel campionato 2018-19 dall'Arkas, nella Efeler Ligi turca; nel campionato seguente approda in Italia, disputando la Superlega con la Sir Safety Perugia, aggiudicandosi la Supercoppa italiana. 
Nella stagione 2020-21 è di ritorno in Polonia, questa volta difendendo i colori dell'Asseco Resovia, mentre nella stagione seguente passa allo Skra Bełchatów, sempre nella massima divisione polacca. Nel campionato 2022-23 è di scena in Brasile, dove partecipa alla Superliga Série A indossando la casacca dell'Amigos do Vôlei fino a gennaio, quando lascia il club a causa di un infortunio al ginocchio, tornando in patria per sottoporsi all'intervento chirurgico e iniziare la riabilitazione; rientra in campo direttamente nella stagione seguente, ingaggiato dai tedeschi dello Charlottenburg, in 1. Bundesliga, aggiudicandosi la Coppa di Lega, la Coppa nazionale e lo scudetto.
Nella stagione 2024-25 è di nuovo di scena nella massima serie polacca, vestendo la maglia del Cuprum Gorzów.

### Nazionale
Fa parte della nazionale estone Under-21, debuttando in occasione delle qualificazioni europee al campionato mondiale 2011 e partecipando al campionato mondiale 2013; mentre con l'Under-20 è impegnato nelle qualificazioni al campionato europeo 2012.
Fa il suo esordio in nazionale nel 2013, in occasione delle qualificazioni europee al campionato mondiale 2014. In seguito vince la medaglia d'oro all'European League 2016, dove viene insignito dei premi come MVP e miglior schiacciatore: bissa la medaglia d'oro all'European Golden League 2018 e grazie a questo successo partecipa alla Volleyball Challenger Cup 2018, dove invece conquista il bronzo.

## Palmarès

### Club
- Campionato estone: 1

2013-14
- Campionato tedesco: 1

2023-24
- Coppa di Germania: 1

2023-24
- Supercoppa italiana: 1

2019
- Baltic Volleyball League: 1

2014-15
- Coppa di Lega: 1

2023

### Nazionale (competizioni minori)
- European League 2016
- European Golden League 2018
- Volleyball Challenger Cup 2018

### Premi individuali
- 2014 - Baltic Volleyball League: Miglior servizio
- 2015 - Baltic Volleyball League: MVP
- 2015 - Baltic Volleyball League: Miglior servizio
- 2016 - European League: MVP
- 2016 - European League: Miglior schiacciatore